# Душкачан
Душкачан (рос. Душкачан) — селище Північно-Байкальського району, Бурятії Росії. Входить до складу Сільського поселення Холодного евенкійського.
Населення —  68 осіб (2015 рік). 